# Sumatra-Erdbeben vom September 2007
Die Sumatra-Erdbeben vom September 2007 waren eine Reihe von Erdbeben im Sundagraben vor der Küste von Sumatra, Indonesien, von denen drei eine Magnitude hatten, die größer war als Mw = 7,0. Eine Reihe von Tsunami-Warnungen wurde für das Seegebiet ausgegeben. Durch die Erdbebenserie wurden mindestens 25 Personen getötet, 161 teilweise schwer verletzt.

## Erdbebenserie
Das erste Erdbeben ereignete sich am 12. September 2007 um 11:10:26 Uhr UTC (18:10:26 Uhr Ortszeit) und erreichte die Stärke Mw = 8,5 auf der Momenten-Magnituden-Skala. Das Hypozentrum des Bebens lag in 34 km Tiefe etwa 130 km südwestlich von Bengkulu an der Südwestküste der indonesischen Insel Sumatra, mehr als 600 km westnordwestlich der Hauptstadt Jakarta. Dem Beben folgten verschiedene Nachbeben entlang derselben Verwerfung westlich von Sumatra, die eine Magnitude zwischen 5 und 6 erreichten.
Das zweitgrößte Beben mit der Stärke Mw = 7,9 ereignete sich einige Stunden später um 23:49:04 Uhr UTC (06:49:04 Ortszeit am darauffolgenden Tag). Dessen Hypozentrum lag etwa 10 km unter der Erdoberfläche, bei 2° 30′ 21,6″ S, 100° 54′ 21,6″ O, etwa 185 km südsüdöstlich von Padang, sowie 205 km nordwestlich von Bengkulu und damit etwa 225 km nordwestlich des ersten starken Erdbebens.
Nach weiteren Nachbeben mit einer Magnitude größer als fünf ereignete sich am 13. September um 03:35:26 Uhr UTC (10:35:26 Uhr Ortszeit) ein weiteres starkes Beben mit dem Wert Mw = 7,0. Dessen Zentrum lag bei 2° 9′ 36″ S, 99° 51′ 3,6″ O, etwa 165 km südsüdwestlich von Padang und 345 km westnordwestlich von Bengkulu, etwa 10 km unter der Oberfläche.
Die Nachbeben setzten sich auch am 13. und 14. September fort und einige davon erreichten einen Magnitudenwert Mw = 6,4. Die meisten Nachbeben lagen nordwestlich des ursprünglichen ersten sehr starken Bebens.
Im Indischen Ozean verteilte Messbojen und andere seismische Instrumente veranlassten die Wissenschaftler, Warnungen vor einem Tsunami auszugeben.

## Auswirkungen
Die Erschütterungen des 8,5-Mw-Erdbebens dauerten mehrere Minuten an. Dadurch schwankten Gebäude in Jakarta und es wurde berichtet, dass in der Stadt Bengkulu, etwa 130 km vom Epizentrum entfernt gelegen, mehrere Gebäude einstürzten. Augenzeugen in Jakarta beschrieben die Erschütterungen als „gewaltig“. Mehrere Hochhäuser wurden evakuiert.
Die Erdstöße wurden auch in umliegenden Staaten gespürt, beispielsweise im Süden Thailands und in Singapur, das etwa 670 km vom Epizentrum entfernt liegt. Auf der Malaiischen Halbinsel wurden die Erschütterungen nach 19:15 Uhr Ortszeit vermerkt, unter anderem in Kuala Lumpur, Putrajaya, Johor Bahru, Malakka und Penang. Wie in Singapur und Jakarta waren die Erdstöße am ehesten in Hochhäusern spürbar, was Panik und Evakuierungen nach sich zog.

## Tsunami
Beobachtungen des Meeresspiegels ergaben, dass durch das Beben ein Tsunami ausgelöst wurde. Insgesamt wurden vier Tsunami-Warnungen innerhalb von 24 Stunden ausgerufen. Nach dem ersten, dem größten Erdbeben, hatte das Pacific Tsunami Warning Centre eine Tsunamiwarnung für den größten Teil des Indischen Ozeanes ausgegeben. Ein Tsunami, der etwa einen Meter hoch war, wurde in Padang beobachtet. Ein kleinerer Tsunami mit einer Höhe von etwas über 15 cm wurde auf den Kokosinseln registriert. Nach zwei Stunden wurde die Tsunami-Warnung in Sumatra widerrufen.
Tsunami-Warnungen wurden nach dem Beben auch in Indien und anderen Staaten rund um den Indischen Ozean ausgelöst. Die Regierung Indiens hatte die Bundesstaaten Tamil Nadu, Kerala und Andhra Pradesh, sowie die Unionsterritorien Andamanen und Nikobaren und Puducherry aufgefordert, äußerst wachsam zu sein. Am späten Abend des 12. September wurden die Warnungen aufgehoben. In ähnlicher Weise wurde um 20:50 Uhr Ortszeit auch auf der Malaiischen Halbinsel für die Küstenabschnitte Perlis, Kedah, Perak und Penang Alarm ausgelöst; dieser Alarm wurde zwei Stunden später aufgehoben. Die malaysischen Behörden hatten jedoch einen Tsunami aufgezeichnet, der zwischen einem und drei Metern Höhe erreichte.

## Tektonische Zusammenfassung

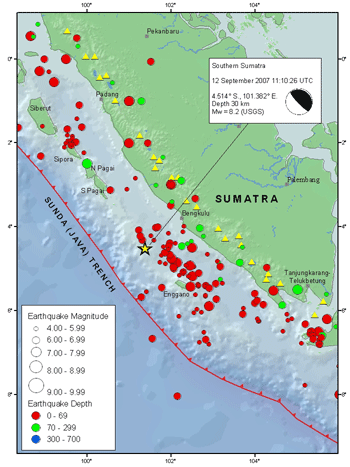

Dem US Geological Survey zufolge wurde das Erdbeben durch die Überschiebung an der Grenze zwischen der Australischen Platte und der Sundaplatte ausgelöst. Am Ort des Erdbebens vor der westlichen Küste Sumatras bewegt sich die Australische Platte relativ zur Sundaplatte mit einer Geschwindigkeit von 69 mm/Jahr nach Nordosten, schräg zur Ausrichtung der Plattengrenze. Die Plattenwegung senkrecht zur Plattengrenze verursacht die Überschiebung auf die vor der Küste liegende Platte.
Auch das Erdbeben mit der Magnitude Mw = 7,9 war ein Ergebnis einer Überschiebung an derselben Plattengrenze. Es ereignete sich etwa 225 km nordwestlich des Erdbebens mit der Magnitude 8,5 am nördlichen Ende einer Zone, in welcher sich die Nachbeben konzentrierten.
Das Erdbeben mit der Magnitude Mw = 8,5 war das bis dahin stärkste Erdbeben des Jahres 2007, stärker als die beiden Sumatra-Erdbeben vom März 2007 in der Nähe und das Erdbeben in Peru 2007. Es war das zweitstärkste Beben seit dem Seebeben im Indischen Ozean 2004, das die Magnitude Mw = 9,3 erreichte und wurde in dem Zeitraum nur vom Seebeben vor Sumatra 2005 mit der MagnitudeMw = 8,6 übertroffen. Die zwei stärksten Nachbeben waren das vierte und fünfte Erdbeben, das während der letzten sieben Jahre an oder nahe an der Plattengrenze vor der Westküste Sumatras eine Magnitude Mw = 7,9 oder mehr erreichte. Die anderen Erdbeben in dieser Stärke waren am 4. Juni 2000 (Magnitude Mw = 7,9), dann das Seebeben vom 26. Dezember 2004 (Magnitude Mw = 9,3) und das Seebeben vor Sumatra vom 28. März 2005 (Magnitude Mw = 8,6).
Die beiden Erdbeben ereigneten sich am Ende des Südteils einer Zone, die schon bei dem schweren Erdbeben im Jahre 1833 auseinandergezogen wurde und sich im Süden von der Insel Enggano in nordwestlicher Richtung bis zum Norden der Insel Siberut erstreckt. Beim Seebeben im Indischen Ozean 2004 war ein Großteil des Grenzbereiches zwischen der indischen Platte und der Burma-Platte betroffen, und kurz darauf bebte am 28. März 2005 bei dem Mw-8,6-Erdbeben ein Segment der Verbindung zwischen der australischen Platte und der Sunda-Platte. Ein großer Teil des Sundagrabens zwischen den Andamanen und Eggano wurde seit dem Erdbeben vom 26. Dezember 2004, das den katastrophalen Tsunami auslöste, von einer Reihe von Erdbeben in der Subduktionszone erschüttert.